# Tommaso Bonaventura della Gherardesca
Tommaso Bonaventura della Gherardesca (Firenze, 14 luglio 1654 – Firenze, 21 settembre 1721) è stato un arcivescovo cattolico italiano, conte della famiglia toscana dei Della Gherardesca.

## Biografia
Nacque a Firenze da Guido della Gherardesca, conte di Castagneto, e da Laura Guadagni, patrizia di Firenze. Suo cugino fu il futuro cardinale Giovanni Antonio Guadagni.
Dal 1679 fu canonico della cattedrale metropolitana di Firenze e, in seguito, decano del capitolo e vicario generale (dal 5 ottobre 1700).
Il 12 febbraio 1703 venne nominato vescovo di Fiesole, e poco meno di un anno dopo, fu trasferito all'arcidiocesi di Firenze dopo l'improvvisa morte di Leone Strozzi. L'8 dicembre prese possesso della sede e ricevette il pallio dal nunzio apostolico Antonio Francesco Sanvitale. Tenne un sinodo diocesano nel 1710 e compì una visita pastorale, ma il suo nome è legato soprattutto alla benemerita fondazione del seminario maggiore arcivescovile di Firenze, il 4 novembre 1712. Morì a Firenze il 21 settembre 1721.

## Ascendenza
|                                       |                                         |                                       | Genitori                                    |  |  | Nonni |  |  | Bisnonni                                      |  |  | Trisnonni                                  |  |
|                                       |                                         |                                       |                                             |  |  |       |  |  | Simone della Gherardesca, conte di Donoratico |  |  | Ugo della Gherardesca, conte di Donoratico |  |
|                                       |                                         |                                       |                                             |  |  |       |  |  | Simone della Gherardesca, conte di Donoratico |  |  | Ugo della Gherardesca, conte di Donoratico |  |
|                                       |                                         | Costanza de' Medici di Ottajano       |                                             |  |  |       |  |  | Simone della Gherardesca, conte di Donoratico |  |  |                                            |  |
| Ugo della Gherardesca                 |                                         |                                       |                                             |  |  |       |  |  | Simone della Gherardesca, conte di Donoratico |  |  |                                            |  |
|                                       |                                         | Barbara de' Rossi di San Secondo      | Sigismondo de' Rossi di San Secondo         |  |  |       |  |  |                                               |  |  |                                            |  |
|                                       |                                         | Barbara de' Rossi di San Secondo      | Sigismondo de' Rossi di San Secondo         |  |  |       |  |  |                                               |  |  |                                            |  |
|                                       |                                         | Barbara de' Rossi di San Secondo      | Barbara von Trapp                           |  |  |       |  |  |                                               |  |  |                                            |  |
| Guido della Gherardesca               |                                         | Barbara de' Rossi di San Secondo      |                                             |  |  |       |  |  |                                               |  |  |                                            |  |
|                                       |                                         | Pier Maria Capponi                    | Francesco Capponi                           |  |  |       |  |  |                                               |  |  |                                            |  |
|                                       |                                         | Pier Maria Capponi                    | Francesco Capponi                           |  |  |       |  |  |                                               |  |  |                                            |  |
|                                       |                                         | Pier Maria Capponi                    | Lodovica Machiavelli                        |  |  |       |  |  |                                               |  |  |                                            |  |
| Lucrezia Capponi                      |                                         | Pier Maria Capponi                    |                                             |  |  |       |  |  |                                               |  |  |                                            |  |
|                                       |                                         | Cassandra de' Bardi                   | …                                           |  |  |       |  |  |                                               |  |  |                                            |  |
|                                       |                                         | Cassandra de' Bardi                   | …                                           |  |  |       |  |  |                                               |  |  |                                            |  |
|                                       |                                         | Cassandra de' Bardi                   | …                                           |  |  |       |  |  |                                               |  |  |                                            |  |
| Tommaso Bonaventura della Gherardesca |                                         | Cassandra de' Bardi                   |                                             |  |  |       |  |  |                                               |  |  |                                            |  |
|                                       | Francesco Guadagni, patrizio fiorentino | Jacopo Guadagni                       |                                             |  |  |       |  |  |                                               |  |  |                                            |  |
|                                       | Francesco Guadagni, patrizio fiorentino | Jacopo Guadagni                       |                                             |  |  |       |  |  |                                               |  |  |                                            |  |
|                                       | Francesco Guadagni, patrizio fiorentino | Lucrezia Neri Capponi                 |                                             |  |  |       |  |  |                                               |  |  |                                            |  |
| Tommaso Guadagni, patrizio fiorentino | Francesco Guadagni, patrizio fiorentino |                                       |                                             |  |  |       |  |  |                                               |  |  |                                            |  |
|                                       |                                         | Laura Bandini                         | Pierantonio Bandini, marchese d'Antrodoco   |  |  |       |  |  |                                               |  |  |                                            |  |
|                                       |                                         | Laura Bandini                         | Pierantonio Bandini, marchese d'Antrodoco   |  |  |       |  |  |                                               |  |  |                                            |  |
|                                       |                                         | Laura Bandini                         | Cassandra Cavalcanti                        |  |  |       |  |  |                                               |  |  |                                            |  |
| Laura Guadagni                        |                                         | Laura Bandini                         |                                             |  |  |       |  |  |                                               |  |  |                                            |  |
|                                       |                                         | Donato Acciaioli, patrizio fiorentino | Pier Filippo Acciaioli, patrizio fiorentino |  |  |       |  |  |                                               |  |  |                                            |  |
|                                       |                                         | Donato Acciaioli, patrizio fiorentino | Pier Filippo Acciaioli, patrizio fiorentino |  |  |       |  |  |                                               |  |  |                                            |  |
|                                       |                                         | Donato Acciaioli, patrizio fiorentino | Costanza Salviati, patrizia fiorentino      |  |  |       |  |  |                                               |  |  |                                            |  |
| Maria Acciaiuoli                      |                                         | Donato Acciaioli, patrizio fiorentino |                                             |  |  |       |  |  |                                               |  |  |                                            |  |
|                                       |                                         | Giulia Acciaioli                      | Roberto Acciaioli                           |  |  |       |  |  |                                               |  |  |                                            |  |
|                                       |                                         | Giulia Acciaioli                      | Roberto Acciaioli                           |  |  |       |  |  |                                               |  |  |                                            |  |
|                                       |                                         | Giulia Acciaioli                      | Faustina Franceschi                         |  |  |       |  |  |                                               |  |  |                                            |  |
|                                       |                                         | Giulia Acciaioli                      |                                             |  |  |       |  |  |                                               |  |  |                                            |  |

## Araldica
| Immagine | Blasonatura |
| -------- | --- |
| \| \|    | Tommaso Bonaventura della Gherardesca Arcivescovo di Firenze Partito in palo, al 1° d'oro all'aquila di nero uscente dal palo, al 2° troncato di rosso e d'argento. Lo scudo, accollato a una croce astile d'oro, posta in palo, è timbrato da un cappello con cordoni e nappe di verde. Le nappe, in numero di dieci, sono disposte cinque per parte, in quattro ordini di 1, 2, 3, 4 |
|          | |